# 14877 Zauberflöte
14877 Zauberflöte eller 1990 WC9 är en asteroid i huvudbältet som upptäcktes den 19 november 1990 av den belgiske astronomen Eric W. Elst vid La Silla-observatoriet. Den är uppkallad efter operan Trollflöjten.
Asteroiden har en diameter på ungefär 11 kilometer.